# 존 프랭크 애덤스
존 프랭크 애덤스(영어: John Frank Adams, IPA: [dʒɒn fɹæŋk ˈædəmz], 1930~1989)는 영국의 수학자이다. 호모토피 이론에 공헌하였다.

## 생애
영국 런던 근교의 울리치에서 태어났다. 1956년에 케임브리지 대학교에서 박사 학위를 수여받았다.
1964년~1970년 동안 맨체스터 대학교 필든 순수 수학 석좌 교수(영어: Fielden Chair of Pure Mathematics)로 있었고, 1964년에 왕립 학회의 회원이 되었다. 1970년~1989년에는 케임브리지 대학교 라운즈 천문학·기하학 석좌 교수(영어: Lowndean Professor of Astronomy and Geometry)로 있었다.
취미로 등산과 바둑을 즐겼다.
1989년에 영국 케임브리지셔주 브램프턴에서 교통 사고로 사망하였다.